# Andrena maculipes
Andrena maculipes är en biart som beskrevs av Morawitz 1876. Andrena maculipes ingår i släktet sandbin, och familjen grävbin. Inga underarter finns listade i Catalogue of Life.